# Elena Zuasti
Elena Zuasti (Montevideo, 18 de maig de 1935 - ibídem, 8 d'abril de 2011) va ser una actriu uruguaiana de teatre i comèdia.
Als vint anys, es va graduar a l'escola d'art dramàtic i va aconseguir entrar a la Comèdia Nacional, on va romandre fins a l'any 1976. També va ser professora de teatre durant diverses dècades, combinant l'ensenyament amb el seu treball d'actriu. Va treballar, entre altres llocs, a la Companyia Teatral Itàlia Fausta (Compañía Teatral Italia Fausta) i al grup Comediantes.com, el qual pertany a l'Aliança Uruguai-Estats Units. Va ser una de les pioneres del teatre a la ràdio uruguaiana, introduint una pràctica abans desconeguda al país. Va haver d'adaptar diverses obres europees, entre les quals es trobaven les del dramaturg irlandès Samuel Beckett. També va ser actriu de televisió i cinema. Alguns dels seus projectes més destacats van ser El año del dragón, A cara o cruz i La espera (2002). Va morir el 8 d'abril de 2011, suposadament a causa d'un infart, mentre es preparava per a sortir a escena interpretant el paper de Martiniana a l'obra Barranca abajo.

## Filmografia
- El ojo en la nuca (2001).
- La espera (2002).
- Uruguayos campeones (2004).